# 예티 항공 691편 추락 사고
예티 항공 691편(영어: Yeti Airlines Flight 691, YT691/NYT691)은 네팔의 수도 카트만두 트리부반 국제공항에서 출발해 포카라 국제공항으로 향하던 예티 항공의 국내선 항공편이었다. 691편은 2023년 1월 15일 ATR 72-500으로 운항 중이었고, 포카라에 착륙 과정에서 세티 강 둑에 충돌했다. 691편에는 68명의 승객과 4명의 승무원으로 총 72명이 탑승해 있었고, 승객 중 15명은 외국인이었다.

## 사고기

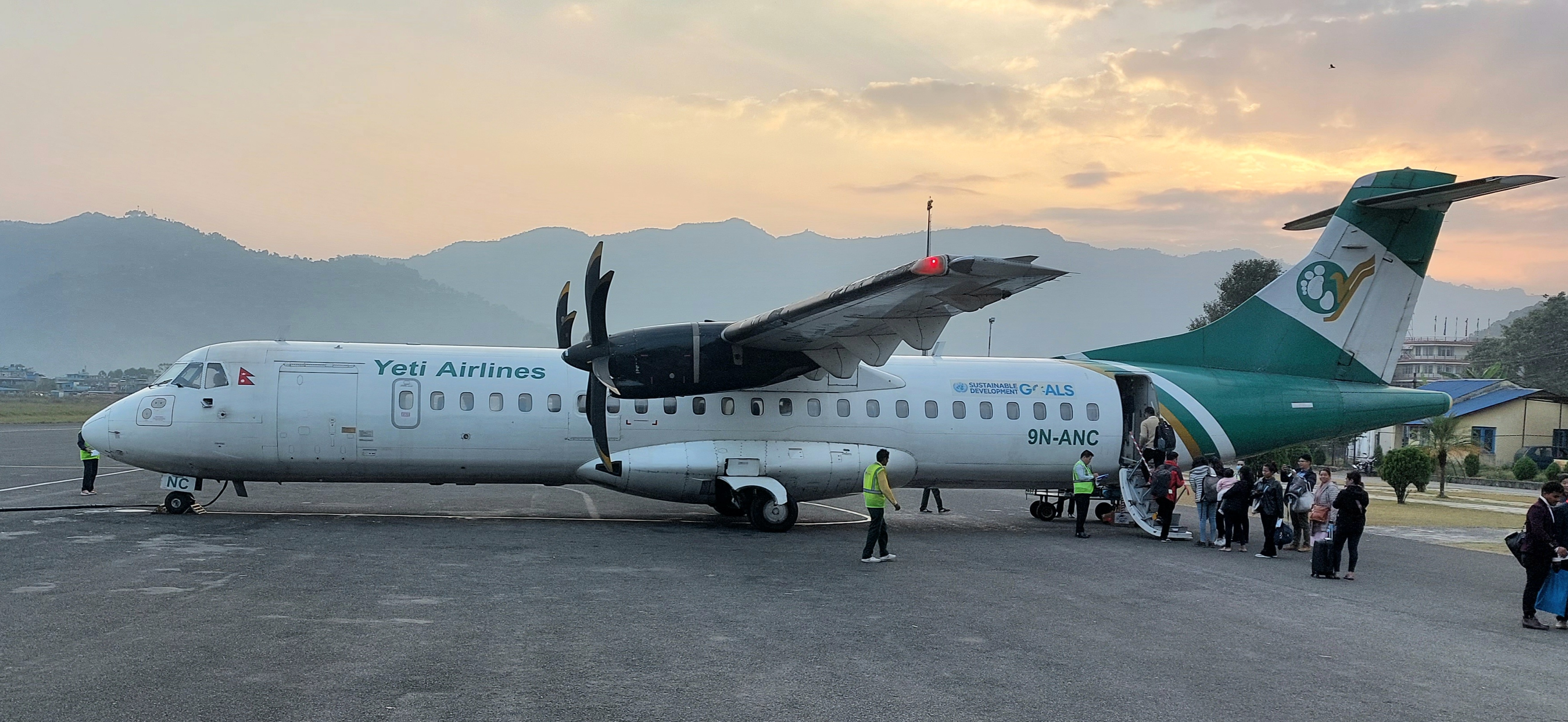
포카라공항의 9N-ANC, 2022년 11월

691편에 운행되던 항공기는 15년 기령의 ATR 72-500이었고, 제조번호와 등록번호는 각각 754와 9N-ANC였다. 이 항공기는 2007년 8월 킹피셔 항공에 등록번호 VT-KAJ로 인도된 이후 2012년 Investec, 2013년 녹 에어를 거쳐 2019년 4월 예티 항공으로 인도되었다.

## 사고
691편은 카트만두에서 현지 시각 오전 10:33에 이륙했고, 네팔 제2의 대도시 포카라의 공항에 착륙 직전 가변 피치 프로펠러가 실수로 페더링 위치에 놓이면서 추력이 제로 상태가 되었고 비행기가 오른쪽으로 심하게 기울어지기 시작했다. 이후 오른쪽 날개부터 지상으로 추락하기 시작했고 세티 강둑에 충돌했다.

## 탑승자
691편에는 68명의 승객과 4명의 승무원이 탑승했다. 승객 중에는 53명의 네팔인과 5명의 인도인, 4명의 러시아인, 2명의 한국인, 한 명의 아르헨티나인, 한 명의 호주인, 한 명의 프랑스인, 한 명의 아일랜드인이 있었다. 또한 탑승객 중에는 두 명의 유아도 있었다.
이 사고로 인해 72명이 숨졌고, 1992년에 일어난 파키스탄 국제항공 268편 추락 사고 이후 네팔에서 일어난 최악의 항공사고가 되었다.

### 탑승객 국적
| 국적           | 탑승객 | 승무원 | 소계 | 사망자 | 비고 |
| -------------- | ------ | ------ | ---- | ------ | ---- |
| 네팔           | 53     | 4      | 57   | 57     |      |
| 인도           | 5      | 0      | 5    | 5      |      |
| 러시아         | 4      | 0      | 4    | 4      |      |
| 대한민국       | 2      | 0      | 2    | 2      |      |
| 오스트레일리아 | 1      | 0      | 1    | 1      |      |
| 아르헨티나     | 1      | 0      | 1    | 1      |      |
| 프랑스         | 1      | 0      | 1    | 1      |      |
| 아일랜드       | 1      | 0      | 1    | 1      |      |
| 전체           | 68     | 4      | 72   | 72     |      |

## 대응
포카라 공항은 구조 작업이 진행되는 동시에 폐쇄되었다. 네팔 정부는 사고 이후 비상 회의를 소집하였다.

## 같이 보기
- 트랜스아시아 항공 235편 추락 사고